# فرودگاه لیبرتی
فرودگاه لیبرتی (به انگلیسی: Independence Airport) یک فرودگاه همگانی است که یک باند فرود آسفالت دارد و طول باند آن ۱۱۳۴ متر است. این فرودگاه در کشور ایالات متحده آمریکا قرار دارد و در ارتفاع ۱۱۸۹ متری از سطح دریا واقع شده‌است.